# 杨光华 (1927年)
杨光华（1927年—2006年5月6日），男，四川重庆人，中国病理学专家，华西医科大学原校长、教授，曾任四川省政协副主席，九三学社中央委员会常务委员，第八届全国政协常委。